# Aurélia Sarisson
Aurélia Sarisson (ur. 1997 w Grenoble) – francuska wspinaczka sportowa. Specjalizuje się we wspinaczce na czas oraz we wspinaczce klasycznej i łącznej. Srebrna medalistka zimowych igrzysk wojskowych we spinaczce sportowej w konkurencji na czas.

## Kariera sportowa
W 2019 na mistrzostwach świata we wspinaczce sportowej w japońskim Hachiōji w konkurencji na szybkość zajęła piętnaste miejsce, w fazie finałowej (1/8 finału) w duelu przegrała z koleżanką z reprezentacji Francji Anouck Jaubert. Zajęcie tak odległego miejsca wyeliminowało ją z dalszej walki o kwalifikacje olimpijską na igrzyska w Tokio. 
W Soczi w 2017 podczas Zimowych igrzysk wojskowych we wspinaczce sportowej zdobyła srebrny medal w konkurencji na Wspinaczka sportowa na Zimowych Światowych Wojskowych Igrzyskach Sportowych 2017 – na czas kobiet czas, a we wspinaczce klasycznej była siódma.
Wielokrotna uczestniczka festiwalu wspinaczkowego Rock Master, który corocznie odbywa się na słynnych ścianach wspinaczkowych we włoskim Arco, gdzie była zapraszana przez organizatora zawodów. Dwukrotnie na tych zawodach wspinaczkowych w 2016 oraz w 2017 zajmowała piąte miejsca w konkurencji na czas.

## Osiągnięcia

### Mistrzostwa świata
| Konkurencje       | 2016 | 2018 | 2019 |
| Wsp. na czas      | 14   | 17   | 15   |
| Wspinaczka łączna | –    | –    | –    |

### Zimowe igrzyska wojskowe
| Konkurencje    | 2017 |
| Wsp. klasyczna | 7    |
| Wsp. na czas   | 2    |

### Mistrzostwa Europy
| Konkurencje  | 2015 | 2017 | 2019 |
| Wsp. na czas | 12   | 13   | 16   |

### Rock Master
| Konkurencje  | 2016 | 2017 | 2018 |
| Wsp. na czas | 5    | 5    | 44   |